# Bierpartei
Eine Bierpartei ist zumeist eine satirische politische Partei oder Organisation, die meistens keine wirklichen oder nur schwach erkennbaren Ziele hat. Die Ideologien solcher Parteien variieren, falls sie eine vertreten. Viele Bierparteien entstanden rund um den Zerfall der Sowjetunion in osteuropäischen Ländern. Die neuen demokratischen Strukturen sollten so humoristisch ausgetestet werden.

## Liste von Bierparteien
- Australien
  - Lower Excise Fuel and Beer Party – Niedrigere Kraftstoff- und Biersteuern-Partei (Auflösung 2005)

- Belarus
  - Bierliebhaber-Partei – Партыя аматараў піва (Auflösung 1997)[2]

- Deutsche Demokratische Republik
  - Deutsche Biertrinker Union (aufgelöst)

- Frankreich
  - Partei des Bieres – Le Parti de la Bière[3]

- Norwegen
  - Vereinigte Bierpartei[2]

- Österreich
  - Die Bierpartei (Auflösung 2025)

- Polen
  - Polnische Partei der Bierfreunde – Polska Partia Przyjaciół Piwa (Auflösung 1993)[2]

- Russland
  - Partei der Bierfreunde – Партия любителей пива (Auflösung 1998)[2]

- Tschechische und Slowakische Föderative Republik/Tschechien
  - Partei der Freunde des Bieres – Strana přátel piva (Auflösung 1998)[2]

- Ukraine
  - Bierliebhaberpartei – Українська партія шанувальників пива (Auflösung 1997)[2]